# Batalha de Chipyong-ni
A Batalha de Chipyong-ni (em francês: Bataille de Chipyong-ni), também conhecida como a Batalha de Dipingli (em chinês: 砥平里战斗; pinyin: Dǐ Pīng Lǐ Zhàn Dòu), foi uma batalha decisiva da Guerra da Coreia que ocorreu de 13 a 15 de fevereiro de 1951 entre unidades americanas e francesas do 23º Regimento de Infantaria dos EUA e várias unidades do Exército Voluntário do Povo Chinês (PVA) em torno da vila de Chipyong-ni. O resultado foi uma vitória do Comando das Nações Unidas. A batalha, juntamente com a Terceira Batalha de Wonju, foi chamada de "Gettysburg da Guerra da Coreia".